# Mittelenglisch
Mittelenglisch nennt man die historische Sprachstufe der englischen Sprache, die etwa zwischen dem 12. und der Mitte des 15. Jahrhunderts gesprochen und geschrieben wurde. Diese Periode ist von durchgreifenden Veränderungen auf allen sprachlichen Ebenen geprägt, und da die Belege zudem aus verschiedenen Dialektbereichen stammen, steht der Terminus Mittelenglisch für eine große Vielfalt von Varietäten, aus denen sich erst allmählich der Londoner Standard herauskristallisierte.
Gegenüber der vorangegangenen Sprachstufe, dem Altenglischen, weist das Mittelenglische folgende wichtige Veränderungen auf:
- eine starke Vereinfachung der Flexionsformen
- die daraus resultierende Bevorzugung analytischer anstelle synthetischer Satzkonstruktionen
- die Aufnahme zahlreicher Wörter französischen, lateinischen und skandinavischen Ursprungs in den Wortschatz

## Abgrenzung von anderen Sprachstufen des Englischen
Der Beginn des Mittelenglischen wird in der Literatur in der Regel mit etwa dem Jahr 1100 angesetzt. Die normannische Eroberung Englands 1066 und die damit einhergehenden Auswirkungen auf die englische Sprache (Verlust der Flexion, früheste Schicht französischer Lehnwörter) markieren den Beginn des Mittelenglischen. Das Ende des Mittelenglischen wird in der Regel etwa mit dem Jahr 1500 angesetzt, denn etwa um 1500 setzt die frühneuenglische Vokalverschiebung ein, die die englische Sprache nachhaltig verändert. Zusätzlich werden zwei außersprachliche Ereignisse genannt, die das Ende der mittelenglischen Periode und den Beginn der frühneuenglischen Zeit anzeigen: der Beginn des Buchdrucks in England durch William Caxton 1476 und 1485 die Krönung von Heinrich VII.,  welche den Beginn der Tudordynastie markiert.

## Status des Englischen von 1066 bis zum 15. Jahrhundert

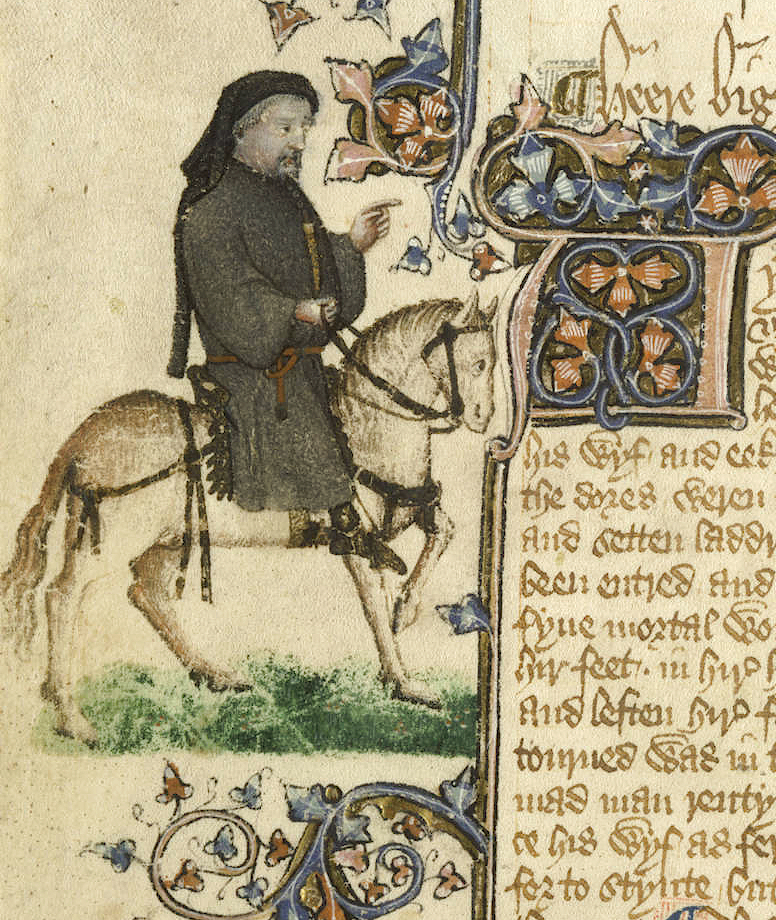
Eine Seite von Geoffrey Chaucers Canterbury Tales

Die Geschichte des Mittelenglischen beginnt 1066 mit der normannischen Eroberung Englands unter der Führung von Wilhelm dem Eroberer. In der Folge dieser Eroberung entstand eine neue Adelsschicht aus romanisierten Normannen. Anglonormannisch, eine Variante des Französischen der romanisierten Normannen, wurde zur Sprache des Hofes und der Verwaltung. Latein war die Sprache der Kirche und der Wissenschaft. Nur das einfache Volk sprach weiter Englisch. Die Kenntnis der englischen Sprache war nur für diejenigen der oberen Schichten nötig, die mit Angehörigen der unteren Schichten kommunizieren mussten. Das Englische besaß damit nur noch geringes Prestige und galt als unkultiviert. Zusätzlich spielte für die lange Dominanz des Französischen in England noch eine Rolle, dass das Französische sich in Europa als Sprache der Kultivierten großer Beliebtheit erfreute.
Ab etwa dem 12. Jahrhundert änderte sich der Status des Englischen allmählich: Auch Angehörige des Adels und der Kirchenführung verstanden und sprachen zunehmend Englisch. Diese Tendenz wurde durch den Verlust der Normandie durch König Johann Ohneland 1204 weiter verstärkt. Ohne französische Besitzungen war der Kontakt zu Frankreich für viele anglonormannische Adlige nun weniger eng und damit eine wichtige Motivation für die Verwendung des Französischen verschwunden. Schließlich trug der Hundertjährige Krieg im 14./15. Jahrhundert zwischen Frankreich und England noch dazu bei, dass das Französische als Sprache eines feindlichen Landes mit einer gewissen Animosität betrachtet wurde.
Zum Aufstieg des Englischen trugen auch Veränderungen in der englischen Gesellschaft bei: Durch die Pest in der Mitte des 14. Jahrhunderts verlor England um 30 Prozent seiner Bevölkerung. Da die einfache Bevölkerung von der Pest besonders betroffen war, entstand in der Folge ein Arbeitskraftmangel in der Landwirtschaft und damit die Möglichkeit für die bäuerliche Bevölkerung, mehr Rechte zu erlangen. Außerdem etablierte sich in den größeren Orten und Städten eine Mittelschicht aus Handwerkern und Kaufleuten, die in der Regel sowohl Englisch als auch Französisch sprachen. Diese ökonomischen und gesellschaftlichen Veränderungen verbesserten vor allem die Situation der englischsprachigen Bevölkerung und trugen letztlich auch dazu bei, dass das Englische an Prestige gewann.
Ab dem 14. Jahrhundert erlangte Englisch seinen Status als Sprache des Parlaments, der Justiz, der Kirche und der Literatur zurück, wo zuvor das Französische bzw. bei schriftlichen Anlässen wie in anderen europäischen Ländern das Lateinische dominiert hatten. 1362 wurde das Parlament erstmals durch den Lordkanzler mit einer Rede auf Englisch eröffnet. 1362 wurde durch den Parlamentsakt Statute of Pleading das Englische als Sprache in Gerichtsverfahren eingesetzt und ersetzte damit das Französische, das seit der normannischen Eroberung Englands üblich war. Es gibt ferner ab 1349 erste Belege, dass das Englische als Unterrichtssprache verwendet wurde, und zum Ende des 14. Jahrhunderts war Englisch als Schulsprache bereits weitverbreitet. Ab etwa 1350 beginnt die Blüte der mittelenglischen Literatur. Zu den herausragenden Vertretern der Literatur dieser Zeit zählt Geoffrey Chaucer, der Autor des Gedichts Troilus und Criseyde und der Canterbury-Erzählungen. Außerdem sind als wichtige Autoren noch William Langland, der Autor von Piers Plowman, und der (unbekannte) Autor der mittelenglischen Romanze Sir Gawain and the Green Knight erwähnenswert. Der englische Reformator John Wyclif schließlich ist als bedeutender Prosa-Autor und Bibelübersetzer zu nennen.

## Phonetik
Die Aussprache des Mittelenglischen lässt sich heute aus verschiedenen Quellen rekonstruieren: Vergleich mit anderen verwandten Sprachen, Vergleich mit anderen Sprachstufen wie dem Altenglischen, Evidenz durch die Analyse von Versdichtung und Indizien aus der mittelenglischen Schreibung.

### Vokale
Die folgende Rekonstruktion der Vokale bezieht sich auf das Chaucer-Englisch des 14. Jahrhunderts:
|                  | Vorne | Vorne | Zentral | Zentral | Hinten | Hinten |
| kurz             | lang  | kurz  | lang    | kurz    | lang   |        |
| Geschlossen      |       | iː    |         |         |        | uː     |
| Fast geschlossen | ɪ     |       |         |         | ʊ      |        |
| Halbgeschlossen  |       | eː    |         |         |        | oː     |
| Mittel           |       |       | ə       |         |        |        |
| Halboffen        |       | ɛː    |         |         |        | ɔː     |
| Offen            |       |       | a       | aː      |        |        |

| /ɛɪ/ |
| /ɪʊ/ |
| /ɔɪ/ |
| /ɛʊ/ |
| /aʊ/ |
| /ɔʊ/ |

Im Übergang vom Altenglischen zum Mittelenglischen haben sich die Vokale wenig verändert. Die wichtigsten Änderungen sind:
- Die Diphthonge des Altenglischen werden durch Monophthonge im Mittelenglischen ersetzt.
- Neue Diphthonge: In der Phase des Übergangs vom Altenglischen zum Mittelenglischen kommt es zu einer Vokalisierung einiger Konsonanten: /j/ wird zu /i/, /w/ und die stimmhafte Variante von /x/ werden zu /u/. Dadurch entstehen im Mittelenglischen neue Diphthonge. Außerdem werden durch Entlehnungen aus dem Französischen einige Diphthonge übernommen.

Die Vokaländerungen während der mittelenglischen Zeit bleiben jedoch geringfügig im Vergleich zur frühneuenglischen Vokalverschiebung  (engl. Great Vowel Shift), die den Beginn der nächsten Sprachstufe, des Frühneuenglischen, markiert.

### Konsonanten
Die Konsonanten des Mittelenglischen entsprechen im Wesentlichen dem Konsonanteninventar des britischen und amerikanischen Englisch mit einigen kleinen Unterschieden:
|               | Bilabial | Labiodental | Dental | Alveolar | Postalveolar | Palatal | Velar | Glottal |
| ------------- | -------- | ----------- | ------ | -------- | ------------ | ------- | ----- | ------- |
| Plosive       | p b      |             |        | t d      |              |         | k g   |         |
| Affrikaten    |          |             |        |          | tʃ dʒ        |         |       |         |
| Nasale        | m        |             |        | n        |              |         | (ŋ)   |         |
| Frikative     |          | f v         | θ ð    | s z      | ʃ            | (ç)     | (x)   | h       |
| Approximanten |          |             |        | r        |              | j       | w     |         |
| Laterale      |          |             |        | l        |              |         |       |         |

Anmerkungen:
- [⁠ŋ⁠] ist im Mittelenglischen ein Allophon von /⁠n⁠/, das vor /⁠k⁠/ und /⁠g⁠/ auftritt. Damit unterscheidet sich das Mittelenglische vom modernen Englisch, wo [⁠ŋ⁠] ein eigenständiges Phonem ist, wie das Minimalpaar thing - thin zeigt.
- [ç, x] sind Allophone von /⁠h⁠/, die im Silbenauslaut auftreten, [⁠ç⁠] nach Vorderzungenvokal und [⁠x⁠] nach Hinterzungenvokal. Diese Allophone sind im modernen Englisch verschwunden.

## Schreibung
Im Gegensatz zum heutigen Englisch herrscht im Mittelenglischen noch eine weitgehende Übereinstimmung von Schreibung und Aussprache. Eine Ausnahme dieser Regel sind Doppelbuchstaben, die zur Kennzeichnung von Langvokalen verwendet werden, z. B. <aa> in caas (neuenglisch case).
Da es keinen landesweiten Standard für Englisch gibt, findet man in der Schreibung mittelenglischer Wörter viel regionale Variation. Erst mit der Entstehung eines überregionalen Standards im 15. Jahrhundert wird die Orthografie standardisiert (Chancery Standard).

### Alphabet
Im Mittelenglischen werden viele Konsonanten wie im heutigen Englisch dargestellt. Zusätzlich gab es einige Besonderheiten in Schreibung und Alphabet, die charakteristisch für die mittelenglische Periode sind:
- Die altenglischen Buchstaben Ash <æ>, Eth <ð>, Thorn <þ> und Wynn <ƿ> verschwanden nach und nach aus der mittelenglischen Schreibung. Ash wurde im Mittelenglisch nicht mehr notwendig, weil der entsprechende Laut im Mittelenglischen zu /a/ wurde. Eth z. B. verschwand im 13. Jahrhundert und wurde durch Thorn ersetzt, was schließlich durch <th> ersetzt wurde. Wynn wurde durch den lateinischen Buchstaben ⟨w⟩ ersetzt.
- Aus dem Normannischen übernahm das Mittelenglische den Buchstaben Yogh <ȝ>. Dieser Buchstabe wurde für die Laute [ɣ], [j], [dʒ], [x], [ç] verwendet.
- In der mittelenglischen Zeit kamen die im Altenglischen nicht üblichen Buchstaben ⟨k⟩, ⟨q⟩ und ⟨z⟩ in Gebrauch.

## Wortschatz und Wortbildung

### Wortschatz
Durch die Verwendung des Französischen und Lateinischen in vielen Domänen wie Regierung und Verwaltung, Religion, Recht, Kirche, aber auch Mode und Literatur fanden viele Worte französischen und lateinischen Ursprungs Eingang in die englische Sprache. Schon zuvor waren infolge dänischer und norwegischer Siedlungstätigkeit auf den Britischen Inseln zahlreiche Wörter aus dem Altnordischen ins Englische gelangt, wo sie besonders im Grundwortschatz verbreitet sind.

#### Französische Lehnwörter
Die Übernahme französischer Lehnwörter ins Englische war bis 1250 eher spärlich: Es wurden nur etwa 900 Wörter ins Englische übernommen, die entweder auf den Kontakt des englischsprechenden Volks mit dem französischsprechenden Adel zurückzuführen sind oder auf literarische Quellen. Beispiele sind baron, noble, dame, servant oder story. Eine weitere Quelle für französische Lehnwörter vor 1250 ist kirchliches Vokabular. Nach 1250 fing die englische Oberschicht an, zunehmend statt des Französischen das Englische zu verwenden. Beispiele für französische Lehnwörter aus dieser Zeit sind z. B. government, administer, religion, sermon, justice, crime, fashion, dress oder curtain. Etwa 40 % des Gesamtanteils französischer Wörter im heutigen Englisch wurden allein zwischen 1250 und 1400 in die englische Sprache übernommen. Es wird ferner geschätzt, dass in der mittelenglischen Zeit insgesamt etwa 10.000 französische Wörter in die englische Sprache übernommen wurden, von denen heute immer noch 75 % in Gebrauch sind.
Einige der Lehnwörter verdrängen die ursprünglichen altenglischen Vokabeln, wie z. B. justice statt altenglisch gerihte oder crime statt altenglisch firen. In anderen Fällen existieren die ursprünglichen altenglischen Wörter und die französischen oder lateinischen Lehnwörter Seite an Seite, nehmen aber unterschiedliche Bedeutungen an. Durch den Eingang französischer und lateinischer Wörter in den mittelenglischen Wortschatz ergab sich eine bis in die heutige Zeit reichende Differenzierung des Wortschatzes. Ein bekanntes Beispiel ist die Wortgruppe cow/ox, sheep, pig/swine and calf aus dem Altenglischen (zur Bezeichnung der lebenden Tiere) und beef, mutton, pork and veal aus dem Französischen (zur Bezeichnung des Fleisches). Aus dem Französischen entlehnte Wörter wurden vollständig in die englische Sprache integriert, was unter anderem daran erkennbar ist, dass die Lehnwörter nun mit Wörtern angelsächsischen Ursprungs zu Komposita verbunden werden können (z. B. gentleman = gentle + man).
Betrachtet man die Lehnwörter aus dem Französischen, fällt auf, dass ihre Schreibung und Aussprache teilweise deutlich vom heutigen Französisch abweicht. Dies ist auch der Tatsache geschuldet, dass viele Wörter aus dem anglonormannischen Französisch entlehnt sind, das in England gesprochen wurde. Das anglonormannische Französisch unterschied sich vom Französischen aus der Pariser Region (Zentralfranzösisch), welches später zur Standardvariante des heutigen Französischen wurde. So findet man im anglonormannischen Französisch salarie und victorie, was ins Englische als salary und victory übernommen wurde, während man im heutigen Französisch salaire und victoire findet. In anderen Fällen wurden sowohl die anglonormannische Variante eines Wortes als auch die Variante des Zentralfranzösischen ins Englische übernommen: Deshalb finden wir das Verb catch vom anglonormannischen cachier und chase vom zentralfranzösischen chacier (heutiges Französisch: chasser).

#### Skandinavische Lehnwörter
Die skandinavischen (insbesondere dänischen) Lehnwörter gehen zwar auf die spätaltenglische Zeit zurück, zeigen sich aber meist erst in der mittelenglischen Schriftlichkeit. Anders als die französischen Lehnwörter drangen sie stärker auch in den Grundwortschatz ein, da sie auf ein sehr lange anhaltendes Miteinanderleben auch der einfachen Bevölkerung zurückgehen (vergleiche den Artikel Danelaw). Beispiele sind they, them, their ‚sie (Plural), ihnen/sie (Objekt), ihr (Possessiv)‘, das während der mittelenglischen Epoche von Norden nach Süden vordringt (das heutige umgangssprachliche ’em setzt das auf das Altenglische zurückgehende autochthone hem fort), are ‚[wir, sie] sind, [ihr] seid‘, anger ‚Ärger‘, bark ‚Rinde‘, call ‚rufen‘, egg ‚Ei‘, get ‚bekommen‘ (die westgermanischen Sprachen kennen sonst nur das Gegenteil forget ‚vergessen‘), gosling ‚junge Gans‘, ill ‚krank‘ (daneben weiterhin mit gleicher Bedeutung sick), knife ‚Messer‘, leg ‚Bein‘, root ‚Wurzel‘, rotten ‚faul‘, skin ‚Haut‘, ugly ‚hässlich‘, until, till ‚bis‘ (daneben weiterhin to), wing ‚Flügel‘. Manchmal haben weiterexistierende autochthon englische Wörter spezifischere Bedeutungen übernommen: cast ‚werfen‘ (daneben noch warp ‚werfen, verziehen, vom Holz‘), die ‚sterben‘ (daneben noch starve ‚hungers sterben, verhungern‘), hit ‚schlagen‘ (daneben noch: slay ‚erschlagen‘), sky ‚Himmel, (älter) Wolke‘ (daneben noch: heaven ‚Himmel im religiösen Sinn‘), take ‚nehmen‘ (daneben noch nim ‚stibitzen, klauen‘; numb ‚benommen, taub, vom Finger‘). Die skandinavischen Lehnwörter finden sich am stärksten in den Dialekten Nordenglands und der East Midlands, und über die Standardisierung des East Midland Dialect haben sie den Weg in die heutige Standardsprache gefunden.

### Wortbildung
Verbale Präfixe (ge-, be-, for-) werden als Ableitungsmittel für die Wortbildung eingeschränkt (be-, for-) oder geraten ganz außer Gebrauch (ge-).

## Grammatik

### Flexion
Die wichtigste Veränderung im Übergang vom Altenglischen zum Mittelenglischen ist eine starke Vereinfachung der Flexionsformen.
Während man im Altenglischen noch eine deutliche Markierung von Kasus, Numerus und Genus bei Substantiven und Adjektiven findet, ist dies im Mittelenglischen stark reduziert. So wird z. B. die übliche Pluralendung für fast alle Substantive -es und -en. (Der Plural -en findet sich im modernen Englisch nur noch auf Restbestände wie in children und oxen reduziert.)
| Singular  | Singular      | Singular    |
|           | Stark         | Schwach     |
| --------- | ------------- | ----------- |
| Nominativ | engel         | name        |
| Akkusativ | engel         | name        |
| Genitiv   | engles        | namen       |
| Dativ     | engle         | namen       |
| Plural    |               |             |
|           | Stark         | Schwach     |
| Nominativ | engles        | namen       |
| Akkusativ | engles        | namen       |
| Genitiv   | engle         | namene      |
| Dativ     | englen/englem | namen/namem |

Im Altenglischen gibt es wie im Deutschen noch ein grammatisches Geschlecht, so sind z. B. wife und child, wie dt. Weib und Kind, Neutrum. In der Mittelenglischen Zeit verschwindet das grammatische Geschlecht, Pronomen werden nun verwendet, um sich auf das natürliche Geschlecht einer Person oder Sache zu beziehen. Ausnahmen finden sich lediglich noch in literarischer Sprache, z. B. das feminine Pronomen hire für den Morgenstern (Venus) bei Chaucer.
In der altenglischen Zeit gibt es noch mehr Verben mit starker Konjugation. Durch den Eingang neuer Verben aus der französischen Sprache verschwinden viele dieser Verben, oder ihre starke Konjugation wird durch eine schwache Konjugation ersetzt. Zu den Verben, die im Altenglischen stark waren und im Laufe der mittelenglischen Periode schwache Verben wurden, gehören ache, bow, brew, burn, row, step und weep. Bei vielen Verben existierte lange eine starke und eine schwache Form Seite an Seite, so hat z. B. help schon im Mittelenglischen die schwache Form helpide, aber noch bis zu Shakespeares Zeit auch die starke Form holp für die 3. Person Singular im Präteritum.

### Satzbau
Durch den Abbau der Kasusflexion bei Substantiven, Adjektiven und Artikeln wird die Reihenfolge Subjekt-Verb-Objekt (SVO) und der Einsatz von Präpositionen für das Verständnis von Sätzen wichtiger. Während im Altenglischen wie im Deutschen die Reihenfolge der Satzglieder relativ frei war, wird die Reihenfolge SVO in der mittelenglischen Zeit immer mehr zur Regel, speziell in spätmittelenglischer Prosa, und sowohl in Haupt- als auch in Nebensätzen:
If that a prynce useth hasardye … (neuenglisch: If a prince practices gambling …).
Da Mittelenglisch eine Zwischenstufe zwischen Altenglisch und Modernem Englisch ist, findet man jedoch auch noch die älteren Formen des Satzbaus, wie sie im Altenglischen und auch im Deutschen üblich sind:
- Endstellung des Partizips am Ende des Satzes: This tresor hath Fortune unto us yiven (neuenglisch Fortune has given this treasure to us)
- Verbzweitstellung, wenn der Satz mit einem Adverb eingeleitet wird: Unnethe ariseth he out of his synne (neuenglisch He has scarcely risen out of his sin)
- Kein dummy do in Fragen, im Gegensatz zum modernen Englisch: Why lyvestow so longe in so greet age? (neuenglisch Why do you live so long into such great age?)[20]

### Personalpronomen
Bei den Personalpronomen gibt es – abhängig von Autor und Mundart – drei Personen, zwei bis drei Numeri (Singular, Plural, manchmal auch Dual) und zwei bis vier Kasus (Nominativ, Dativ und Akkusativ oder Objektiv, manchmal auch Genitiv).
| Person, Numerus, Genus | Kasus     | Kasus    |
| Person, Numerus, Genus | Nominativ | Objektiv |
| ---------------------- | --------- | -------- |
| 1. Sg.                 | icc, ī    | mē       |
| 2. Sg.                 | þū        | þē       |
| 1. Pl.                 | wē        | uss      |
| 2. Pl.                 | ȝē        | ȝūw      |
| 3. Sg. m.              | hē        | himm     |
| 3. Sg. f.              | ȝhō       | hire     |
| 3. Sg. n.              | itt       | itt      |
| 3. Pl.                 | þeȝȝ      | þeȝȝm    |
| 1. Du.                 | witt      | unnc     |

| Person, Numerus, Genus | Kasus     | Kasus                                |
| Person, Numerus, Genus | Nominativ | Objektiv                             |
| ---------------------- | --------- | ------------------------------------ |
| 1. Sg.                 | ich, ī    | mē                                   |
| 2. Sg.                 | þū        | þē                                   |
| 1. Pl.                 | wē        | us                                   |
| 2. Pl.                 | ȝē        | ōu                                   |
| 3. Sg. m.              | hē        | Dat. him Akk. him, hine              |
| 3. Sg. f.              | hēo       | hire                                 |
| 3. Sg. n.              | hit (it)  | Dat. him oder hit (it) Akk. hit (it) |
| 3. Pl.                 | hēo       | ham, auch heom                       |

| Person, Numerus, Genus | Kasus         | Kasus       | Kasus               |
| Person, Numerus, Genus | Nominativ     | (Genitiv)   | Objektiv            |
| ---------------------- | ------------- | ----------- | ------------------- |
| 1. Sg.                 | ī, selten ich | mīn (mȳn)   | mē                  |
| 2. Sg.                 | thou          | thīn (thȳn) | thē (the͞e)          |
| 1. Pl.                 | wē            | oure, our   | us                  |
| 2. Pl.                 | yē            | youre, your | you (yow)           |
| 3. Sg. m.              | hē            | his         | him (hym)           |
| 3. Sg. f.              | shē           | hire, hir   | hire, hir bzw. hire |
| 3. Sg. n.              | hit, it       | his         | hit, it             |
| 3. Pl.                 | they          | here, her   | hem                 |

In Proben von 1250–1400:
| Person, Numerus, Genus | Kasus                                             | Kasus                          | Kasus                 | Kasus                           |
| Person, Numerus, Genus | Nominativ                                         | Genitiv                        | Dativ                 | Akkusativ                       |
| ---------------------- | ------------------------------------------------- | ------------------------------ | --------------------- | ------------------------------- |
| 1. Sg.                 | südlich: ich (uch) nördlich: ic, ik, I            | min, mi                        | me                    | me                              |
| 2. Sg.                 | þu, þou                                           | þin, þi                        | þe                    | þe                              |
| 1. Pl.                 | we                                                | ure, ur                        | ous, us               | ous, us                         |
| 2. Pl.                 | ȝe, ȝhe, ye                                       | eower, ȝure (gure)             | eow, ow, ou, ȝou, yow | eow, ow, ou, ȝou, yow           |
| 3. Sg. m.              | he südlich auch: a, ha                            | his                            | him                   | him südlich auch: hine          |
| 3. Sg. f.              | südlich: heo (hue), hi, hy, ho nördlich: sco, sho | hire                           | hire                  | hire südlich auch: hi, his (is) |
| 3. Sg. n.              | hit, it                                           | his                            | him                   | hit, it                         |
| 3. Pl., südlich        | hi, hii, heo (hue)                                | hire, here, heore (huere), hor | hem, heom (huem), hom | hi südlich auch: his (hise, is) |
| 3. Pl., nördlich       | thai                                              | thair                          | thaim (tham)          | thaim (tham)                    |
| 1. Du.                 | wit                                               | unker                          | unc, unk, hunke       | unc, unk, hunke                 |
| 2. Du.                 | git, get                                          | gunker                         | gunk                  | gunk                            |

Der Dual ist selten und scheint vor dem Jahre 1300 verschwunden zu sein.
Die wichtigste Änderung der Personalpronomen während mittelenglischer Zeit ist die Ersetzung der altenglischen Form hie für die dritte Person Plural (dt. sie) durch das nordische they.

## Mittelenglische Dialekte
Da Französisch und Latein die meiste Zeit der mittelenglischen Periode die Sprachen der Regierung, Verwaltung, Kirche und Schule waren, gab es für das Mittelenglisch keinen Bedarf für einen überregionalen Standard. Die Standardisierungstendenzen, die es gegen Ende der altenglischen Zeit gab, verschwanden mit der Eroberung Englands durch die Normannen und der Vorherrschaft des Anglonormannischen als landesübergreifende Sprache der Elite. Mittelenglisch war deshalb durch eine vielfältige regionale Variation gekennzeichnet. Die wichtigsten Dialekte des Mittelenglischen waren nördliches und südliches Englisch sowie das Englisch der West und East Midlands.
Gegen Ende des 14. Jahrhunderts gewann der Dialekt der East Midlands, speziell der Dialekt der Metropole London, das meiste Prestige und entwickelte sich zum nationalen Standard. Der Londoner Standard breitete sich zumindest als Standard des geschriebenen Englisch über ganz England aus, wozu auch die Anfänge des englischen Buchdrucks mit seinem Zentrum in London beitrugen.

## Text- und Hörprobe
Das Vaterunser in einer mittelenglischen Version nach John Wyclifs erster Bibelübersetzung aus den 1380er Jahren, zum Vergleich der Text in relativ modernem Englisch (Book of Common Prayer 1928) und Deutsch (ökumenischer Text 1971):
| Mittelenglisch | Neuenglisch | Deutsch |
| --- | --- | --- |
| Oure fadir that art in heuenes, halewid be thi name; thi kyngdoom come to; be thi wille don `in erthe as in heuene; yyue to vs this dai oure `breed ouer othir substaunce; and foryyue to vs oure dettis, as we foryyuen to oure dettouris; and lede vs not in to temptacioun, but delyuere vs fro yuel. | Our Father who art in heaven, hallowed be thy name. Thy kingdom come. Thy will be done on earth as it is in heaven. Give us this day our daily bread, and forgive us our trespasses, as we forgive those who trespass against us, and lead us not into temptation, but deliver us from evil. | Vater unser im Himmel, geheiligt werde dein Name. Dein Reich komme. Dein Wille geschehe, wie im Himmel, so auf Erden. Unser tägliches Brot gib uns heute. Und vergib uns unsere Schuld, wie auch wir vergeben unsern Schuldigern. Und führe uns nicht in Versuchung, sondern erlöse uns von dem Bösen. |

Die folgende Hörprobe umfasst die ersten Zeilen des Merchant's Prologue aus Chaucers Canterbury Tales:

## Mittelenglische Literatur
Das bekannteste Werk in mittelenglischer Sprache sind die Canterbury Tales von Geoffrey Chaucer (um 1340 bis 1400), eine Sammlung von Erzählungen, die in eine Rahmenhandlung eingebettet sind und die eine Pilgerreise zur Kathedrale von Canterbury, an das Grab des heiligen Thomas Becket, zum Inhalt hat. Durch seine Werke trug Chaucer wesentlich dazu bei, das (Mittel-)Englische als Literatursprache zu etablieren.